# Tous
Tous – gmina w Hiszpanii, w prowincji Walencja, we wspólnocie autonomicznej Walencja, o powierzchni 127,52 km². W 2011 roku liczyła 1301 mieszkańców.